# Ixcatépec
Ixcatépec är en ort i Mexiko.   Den ligger i kommunen Huejutla de Reyes och delstaten Hidalgo, i den sydöstra delen av landet, 200 km norr om huvudstaden Mexico City. Ixcatépec ligger 511 meter över havet och antalet invånare är 541.
Terrängen runt Ixcatépec är huvudsakligen kuperad, men åt nordväst är den platt. Runt Ixcatépec är det ganska tätbefolkat, med 248 invånare per kvadratkilometer. Närmaste större samhälle är Huejutla de Reyes, 11,2 km öster om Ixcatépec. I omgivningarna runt Ixcatépec växer i huvudsak städsegrön lövskog.